# Đông Tây Promotion
Công ty Cổ phần Đông Tây Promotion (tiếng Anh: Dong Tay Promotion Corporation, gọi tắt là Đông Tây Promotion) là một công ty chuyên sản xuất các chương trình giải trí trực thuộc Tổ hợp truyền thông Đất Việt (DatViet VAC Group Holdings). Trụ sở chính của công ty đặt tại 222 đường Pasteur, phường Võ Thị Sáu, quận 3, Thành phố Hồ Chí Minh.
Được thành lập vào năm 2000, Đông Tây Promotion đặt trọng tâm vào các dịch vụ chính yếu bao gồm sản xuất các chương trình truyền hình, quản lý dự án và tổ chức sự kiện với các thể loại như: trò chơi truyền hình, truyền hình thực tế, chương trình âm nhạc, chương trình tạp kỹ... Đông Tây Promotion cung cấp hàng ngàn giờ giải trí mỗi năm trên truyền hình cho hầu hết các kênh truyền hình lớn và trở thành thương hiệu của các trận đấu thể thao chất lượng, các chương trình âm nhạc, thời trang, sức khỏe, chương trình dành cho thiếu nhi và du lịch.

## Lịch sử
- Thời điểm những năm 2000, khi chương trình thực tế còn là điều xa lạ với khán giả Việt Nam thì Tổ hợp Truyền thông Đất Việt (Đất Việt VAC) - một trong những tổ hợp và công ty truyền thông lớn hàng đầu Việt Nam đã thành lập Công ty Xúc tiến Đông Tây (tên gọi ban đầu của công ty). Đây được xem là công ty đầu tiên mang các chương trình trò chơi truyền hình quốc tế vào Việt Nam và cũng là công ty đầu tiên có được bí quyết và kỹ thuật sản xuất nội dung truyền hình với đội ngũ sáng tạo riêng của mình.[2] Cùng năm đó, công ty đã phối hợp đồng hành với Đài Truyền hình Thành phố Hồ Chí Minh trong Cuộc đua xe đạp toàn quốc tranh Cúp Truyền hình cho đến 2018.
- 2002: Đông Tây Promotion cùng DatViet VAC hợp tác với VTV và HTV mang bản quyền World Cup 2002 về Việt Nam.[3]
- 2004: Hợp tác với Đài Truyền hình Việt Nam thay mới phiên bản Liên hoan tiếng hát truyền hình toàn quốc với tên gọi: Sao mai & Sao mai điểm hẹn.
- Sau đó, đến năm 2007, Vietnam Idol mùa đầu tiên mang lại tiếng vang cho công ty này với giải Cống Hiến, hạng mục Chương trình của năm. Khi mùa thứ hai của Vietnam Idol có tỷ suất người xem giảm mạnh, Đông Tây Promotion phải nhường lại sân chơi này cho nhà sản xuất khác.
- Sau khi không thể lấy được giờ chiếu vàng trên các kênh vệ tinh, chương trình nổi tiếng nhất của công ty này là Thử thách cùng bước nhảy lên sóng năm 2012. Dù được đánh giá có chất lượng hơn cuộc thi nhảy của đối thủ phát sóng cùng mùa, nhưng Thử thách cùng bước nhảy lại có lượng khán giả hạn chế hơn nhiều do phát sóng ở những kênh địa phương như Thành phố Hồ Chí Minh (HTV7), Hà Nội (HanoiTV1, HanoiTV2), Cần Thơ (VTV Cần Thơ 1), Đà Nẵng (DRT1).
- Từ 11 tháng 8 năm 2012: Phối hợp với Đài Phát thành - Truyền hình Hà Nội tổ chức phát sóng các trò chơi truyền hình cuối tuần. Đến tháng 1 năm  2020, HanoiTV ngừng hợp tác, và chỉ được hợp tác với UBND Thành Phố Hà Nội.
- Năm 2013, Đông Tây Promotion tiếp tục tìm lại ánh hào quang với những chương trình được đánh giá là chất lượng và không scandal, gồm Ai thông minh hơn học sinh lớp 5?, Tôi là... người chiến thắng và Thử thách cùng bước nhảy.
- Cuối năm 2018, Đông Tây Promotion tiếp tục phối hợp với Đài Truyền hình Việt Nam lập ra gameshow mới Ký ức vui vẻ - một chương trình ghi lại những dấu ấn đặc biệt nhất của các thập niên, 60, 70, 80, 90, 2000.[4] Chỉ sau mùa đầu tiên, chương trình này đã vinh dự nhận giải VTV Awards năm 2019 ở hang mục Chương trình văn hóa - khoa học xã hội - giáo dục ấn tượng.
- Năm 2021, Đông Tây Promotion nhận lại bản quyền chương trình Running Man Vietnam từ Madison Media Group và Lime Entertainment, phối hợp cùng Đài Truyền hình Thành phố Hồ Chí Minh.

## Các chương trình

### Hợp tác vớiĐài Truyền hình Việt Nam

#### Chương trình truyền hình
- 6 ô cửa bí ẩn
- Ai thông minh hơn học sinh lớp 5?
- Ẩm thực kỳ thú
- Bài hát đầu tiên
- Bài hát của chúng ta
- Bước nhảy ngàn cân
- Cầu vồng đêm
- Chị em chúng mình
- Chọn ngay đi
- Chuẩn cơm mẹ nấu
- Đại náo thành Takeshi
- Hành trình rực rỡ
- Ký ức vui vẻ
- Lạ lắm à nha
- Nhật ký Vàng Anh
- Nhà ta là nhất
- Ô hay! Gì thế này?
- Ơn giời cậu đây rồi!
- Quý ông đại chiến
- Song ca cùng thần tượng
- Song đấu

#### Giải thưởng, Giải đấu & Cuộc thi
- Sao mai điểm hẹn (2010)
- VTV - Bài hát tôi yêu

### Hợp tác vớiĐài truyền hình Thành phố Hồ Chí Minh

#### Chương trình truyền hình
- 12 con giáp tám chuyện thiên hạ
- 2 ngày 1 đêm
- 5 giây thành triệu phú
- 7 ngày 8 chuyện
- 7 nụ cười xuân
- 100%
- 1000 độ hot
- A! Đúng rồi
- AHA!
- Ai chẳng thích đùa
- Ai thông minh hơn học sinh lớp 5?
- Bếp yêu thương
- Biến hóa hoàn hảo
- Bí kíp vàng
- Bí mật đêm Chủ Nhật
- Bí mật gia đình
- Bố con cùng vui
- Bước chân khám phá
- Cả nhà thương nhau
- Ca sĩ bí ẩn
- Café chỉ là cái cớ
- Câu chuyện ước mơ
- Chiến binh tí hon
- Chọn ai đây?
- Chung sức
- Chuyện nhỏ
- Chuyện trưa 12 giờ
- Đàn ông phải thế
- Đầu bếp vui tính
- Đấu trường gia tốc
- Đi đâu đó
- Giọng ca bí ẩn
- Gương hai chiều
- Già néo đứt dây
- Giai điệu trái tim
- Hàng xóm lắm chiêu
- Hát câu chuyện tình
- Hát với ngôi sao
- Hay hay hên
- Hè rồi đi thôi
- Hội ngộ danh hài
- Hồ sơ trinh thám
- Khi chàng vào bếp
- Khi mẹ vắng nhà
- Khoảnh khắc sinh tử[5]
- Khuấy động nhịp đam mê
- Khuôn mặt đáng tin
- Kiến tạo nhịp cầu
- Kỳ phùng địch thủ
- Kỳ tài thách đấu
- La cà hát ca
- Lần theo dấu vết
- Mọi người cùng thắng
- Mẹ ơi con lên tivi
- Nào ta cùng hát
- Ngạc nhiên chưa?
- Ngôi nhà mơ ước
- Ngôn ngữ diệu kỳ
- Nguồn dinh dưỡng quý báu
- Người bí ẩn
- Người lạ hiểu lòng tôi
- Nhanh như chớp
- Những người bạn nhỏ
- Running Man Vietnam - Chơi là chạy
- Quýt làm cam chịu
- Sáng nay ăn gì?
- Sao hỏa sao kim
- Sao học việc
- Sau ánh hào quang
- Seoul kỳ thú
- Siêu bất ngờ
- Siêu quậy tí hon
- Siêu sao đoán chữ
- Tạp chí 888
- Tặng em một bản tình ca
- Tần số 15
- Tâm đầu ý hợp
- Thám tử tình yêu
- Thần tượng Âm nhạc – Vietnam Idol (2007, 2008)
- Thật lợi hại
- Thời tới rồi
- Thời trang và cuộc sống
- Thực khách vui vẻ
- Thử tài thách trí
- Thử thách cùng bước nhảy
- Tí hon tranh tài
- Tìm người bí ẩn
- Tình khúc giao mùa
- Tổ đội "1 không 2"
- Tôi là... người chiến thắng
- Tôi là người dẫn đầu
- Tôi tuổi teen
- Tuyệt đỉnh tranh tài
- Vũ điệu tuổi xanh
- Vui để học

Và một số chương trình truyền hình khác...

#### Phim tài liệu
- Ký sự Amazon
- Ký sự Hỏa xa – Hành trình xuyên lục địa
- Ký sự Ngàn dặm Angkor

#### Phim truyền hình
- Cô Thắm về làng
- Hoàng tử ăn mày
- Phim truyện tối thứ 3 (đến đầu 2008)

#### Giải thưởng, Giải đấu & Cuộc thi
- HTV Awards
- Cuộc đua xe đạp toàn quốc tranh Cúp truyền hình Thành phố Hồ Chí Minh (đến 2020)
- Cuộc đua xe đạp truyền thống Thành phố Hồ Chí Minh
- Giai điệu trái tim (2001)

### Hợp tác với DID TV/Vie Channel

#### Chương trình truyền hình
- Phiên tòa tình yêu

#### Phim truyền hình
- Cô Thắm về làng

### Hợp tác với Liên đoàn bóng đá Việt Nam
- Giải bóng đá Vô địch Quốc gia (2003–2006)
- Giải bóng đá Cúp Quốc gia (2003–2006)

### Chương trình chiếu mạng
- Ai làm gì ở đâu?
- Find my fan
- Lỡ va vào nhau (sitcom, IDP)
- Mở - Chuyện hẹn hò (Tinder Vietnam)
- Radio 15Hz
- Tâm điểm ánh nhìn (Vivo Vietnam)
- Tết nay ăn gì
- Trường học siêu phàm - KUN làm việc tốt (KUN)

### Hợp tác vớiĐài Phát thanh – Truyền hình Vĩnh Long
- Cười cùng bác Ba Phi
- Đấu trường âm nhạc (mùa 6)
- Tình ca xuyên Việt

## Chuyển giao bản quyền

### Nhường bản quyền
- Vietnam Idol (2010), chuyển cho công ty BHD
- Running Man Vietnam (2025), chuyển cho công ty Forest Studio

### Nhận bản quyền
- Running Man Vietnam (2021), nhận lại từ Madison Media Group (Đài Truyền hình Thành phố Hồ Chí Minh)
- Cười cùng bác Ba Phi (2024), nhận lại từ M&T Pictures (Đài Phát thanh – Truyền hình Vĩnh Long)
- Đấu trường âm nhạc (2025), nhận lại từ M&T Pictures (Đài Phát thanh – Truyền hình Vĩnh Long)

## Rắc rối

### Liên quan đếnSau ánh hào quang
Cuối tháng 12 năm 2017, nghệ sĩ Duy Phương đã gửi đơn kiện chính thức Đài Truyền hình Thành phố Hồ Chí Minh (HTV) và công ty Đông Tây Promotion tới Toà án nhân dân Quận 1 (Thành phố Hồ Chí Minh) sau khi hai đơn vị đã sản xuất, phát sóng tập 10 chương trình Sau ánh hào quang vào tối ngày 4 tháng 12 năm 2017. Trong chương trình này, Lê Giang kể lại chuyện bị chồng cũ bạo hành, ném từ cầu thang xuống; tuy không nêu tên cụ thể nhưng dựa vào các thông tin đã đăng tải trên mạng từ trước đó, nhiều khán giả cho rằng người cô muốn nhắc đến là Duy Phương. Duy Phương đã lên tiếng khẳng định những thông tin mà Lê Giang đề cập hoàn toàn sai sự thật, và vì chương trình mà cuộc sống, danh dự, nhân phẩm cũng như công việc kinh doanh của ông bị ảnh hưởng nghiêm trọng. Trong đơn kiện, ông yêu cầu HTV và Đông Tây Promotion phải bác bỏ thông tin liên quan đến chuyện cá nhân, đời sống riêng tư của mình; yêu cầu hai đơn vị này xin lỗi và cải chính thông tin; liên đới thu hồi các sản phẩm báo chí liên quan đến Duy Phương từ chương trình Sau ánh hào quang; bồi thường thiệt hại uy tín, danh dự và nhân phẩm của Duy Phương.
Trong năm 2018, Duy Phương nhiều lần thể hiện sự bức xúc khi Toà án Nhân dân Quận 1 chưa đưa vụ án ra xét xử dù đã có quyết định thụ án từ ngày 27 tháng 12 năm 2017.
HTV đã gửi văn bản "Ý kiến của Đài truyền hình TP. HCM đối với yêu cầu của người khởi kiện" đến TAND Quận 1 trình bày về tập 10 Sau ánh hào quang bị kiện tụng. Theo đó, đại diện nhà đài khẳng định đã thực hiện đầy đủ theo quy định pháp luật trong việc phối hợp sản xuất, kiểm duyệt, phát sóng chương trình Sau ánh hào quang. Về các yêu cầu của nguyên đơn (nghệ sĩ Duy Phương) trong đơn khởi kiện, đài HTV "nhận thấy không có cơ sở và Đài không chấp nhận toàn bộ yêu cầu của nguyên đơn". Nam diễn viên hài bày tỏ sự bức xúc trước ý kiến này của HTV.
Đến cuối năm 2018, sau hai phiên hòa giải, vụ kiện đã được hòa giải thành công. Theo một số nguồn tin, nam nghệ sĩ đã được bồi thường hàng trăm triệu đồng.
Trao đổi với Tuổi Trẻ, đại diện HTV cho biết thông qua sự việc này, bộ phận biên tập sẽ rút kinh nghiệm ở những số phát sóng sau để tránh những hiểu lầm như vậy, trong khi đó phía Đông Tây Promotion từ chối bình luận về vụ việc.

## Giải thưởng

### Năm 2000-2010
- Giải Mai Vàng 2006-2008 cho Chương trình truyền hình được yêu thích nhất: Ngôi nhà mơ ước
- Giải Mai Vàng 2005 cho Người dẫn chương trình được yêu thích nhất: Thanh Bạch (Chuyện nhỏ)
- Giải thưởng âm nhạc Tiền Cống Hiến 2004, hạng mục Chương trình của năm: Sao Mai điểm hẹn[11]
- Giải thưởng âm nhạc Cống Hiến 2006, hạng mục Chương trình của năm: Sao Mai điểm hẹn[11]
- Giải thưởng âm nhạc Cống Hiến 2007, hạng mục Chương trình của năm: Vietnam Idol[11]

### Năm 2012
- Giải Mai Vàng cho Chương trình truyền hình được yêu thích nhất: So You Think You Can Dance: Thử thách cùng bước nhảy

### Năm 2013
- Giải Mai Vàng cho Người dẫn chương trình được yêu thích nhất": Bình Minh (The Winner Is...: Tôi là... người chiến thắng)

### Năm 2014
- Giải Mai Vàng cho Chương trình truyền hình được yêu thích nhất: Người bí ẩn
- Giải Mai Vàng cho Người dẫn chương trình được yêu thích nhất: Trấn Thành (So You Think You Can Dance: Thử thách cùng bước nhảy)

### Năm 2015
- Giải Mai Vàng cho Chương trình truyền hình được yêu thích nhất: Ơn giời cậu đây rồi!
- Giải Mai Vàng cho Người dẫn chương trình được yêu thích nhất: Trấn Thành (So You Think You Can Dance: Thử thách cùng bước nhảy)

### Năm 2018
- Giải Mai Vàng cho Chương trình truyền hình được yêu thích nhất: Nhanh như chớp
- Giải Mai Vàng cho Diễn viên hài được yêu thích nhất: Lâm Vỹ Dạ (7 nụ cười xuân)

### Năm 2019
- Giải thưởng VTV Awards, hạng mục Chương trình văn hóa - khoa học xã hội - giáo dục ấn tượng: Ký ức vui vẻ
- Giải Mai Vàng cho Diễn viên hài được yêu thích nhất: Lâm Vỹ Dạ (Ơn Giời cậu đây rồi!)
- Giải VTV Awards, hạng mục Dẫn chương trình Ấn tượng: Thành Trung (Quý ông đại chiến)